# 卢瓦河畔维利耶
卢瓦河畔维利耶（法語：Villiers-sur-Loir，法語發音：[vilje syʁ lwaʁ]）是法国卢瓦-谢尔省的一个市镇，属于旺多姆区。

## 地理
卢瓦河畔维利耶（47°48'24"N, 0°59'39"E）面积9.96 平方千米，位于法国中央-卢瓦尔河谷大区卢瓦-谢尔省，该省份为法国中北部省份，北起厄尔-卢瓦省，东北接卢瓦雷省，东南接谢尔省，南至安德尔省，西南接安德尔-卢瓦尔省，西北接萨尔特省。
与卢瓦河畔维利耶接壤的市镇（或旧市镇、城区）包括：阿泽、马藏热、纳韦伊、托雷拉罗谢特、旺多姆。

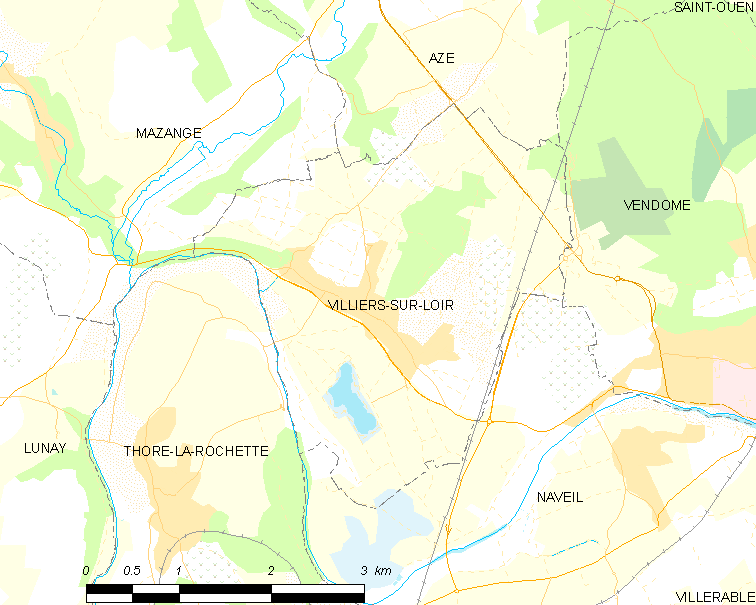
卢瓦河畔维利耶的OSM定位图

卢瓦河畔维利耶的时区为UTC+01:00、UTC+02:00（夏令时）。

## 行政
卢瓦河畔维利耶的邮政编码为41100，INSEE市镇编码为41294。

## 政治
卢瓦河畔维利耶所属的省级选区为旺多姆县。

## 人口

1962-2008年间卢瓦河畔维利耶人口变化图示

卢瓦河畔维利耶于2022年1月1日时的人口数量为1115人。

## 交通
卢瓦河畔维利耶位于旺多姆市区西北部，旺多姆TGV站设于其境内。